# Clitiga charlottae
Clitiga charlottae är en stekelart som först beskrevs av Heinrich 1934.  Clitiga charlottae ingår i släktet Clitiga och familjen brokparasitsteklar. Inga underarter finns listade i Catalogue of Life.